# Chronic City
Chronic City (cu sensul de Orașul Cronic) este un roman științifico-fantastic al scriitorului american Jonathan Lethem. A apărut în 2009 la Editura Doubleday.  

## Prezentare
Lethem a început să lucreze la Chronic City  la începutul anului 2007. El a spus că romanul "are loc în Upper East Side din Manhattan și este puternic influențat de  Saul Bellow, Philip K. Dick, Charles Finney și de filmul lui Hitchcock, Vertigo. Romanul prezintă un cerc de prieteni, printre care un actor-copil vedetă,  un critic cultural, un ghost-writer de autobiografii și un oficial al orașului."

## Primire
Chronic City a fost listată de The New York Times în lista celor mai bune 10 cărți ale anului 2009.